# Koš-Agačskij rajon
Il Koš-Agačskij rajon (in russo Кош-Агачский район?) è un municipal'nyj rajon della Repubblica autonoma dell'Altaj, nella Russia asiatica. Istituito nel 1922, occupa una superficie di 4.506 chilometri quadrati, ha come capoluogo Koš-Agač e nel 2010 ospitava una popolazione di circa 20.000 abitanti.